# 철인 28호 백주의 잔월
철인 28호 백주의 잔월(일본어: 鉄人28号 白昼の残月 테츠진 니쥬하치고우 하쿠츄우노 잔게츠[*])는 요코야마 미쓰테루(横山光輝)의 만화작품 《철인 28호》를 원작으로 하는 극장용 장편 애니메이션이다. 영어제목은 Tetsujin 28 - Morning Moon of Midday. 2007년 3월 31일에 도쿄 신주쿠의 신주쿠 무사시노칸(新宿武蔵野館)에서 개봉했다. 감독은 이마가와 야스히로. 상영시간 95분. 컬러 작품.

## 개요
주요 제작진, 성우진, 세계관은 2004년작 TV 애니메이션을 거의 그대로 계승하고 있으나, 일부 캐릭터의 설정이 달라진 부분이 있고 스토리상으로도 연결되지 않기 때문에, 사실상 독립된 작품이다. 본래는 2005년도 극장 개봉 예정으로 제작이 진행되었고 TV시리즈 DVD박스에도 특보 영상이 수록되었다. 그럼에도 불구하고 제반 사정으로 공개 시기가 오랫동안 확정되지 못하였으나, 가까스로 2007년에 햇빛을 보게 되었다. '백주의 잔월(한낮의 새벽달)'이라는 키워드는 같은 감독의 작품인 OVA판 《자이언트 로보》에서도 사용된 바 있으나 그 의미는 전혀 다르다.
2008년에 킹레코드에서 DVD로 발매되었다. 대한민국에서는 2007년 7월 16일~7월 17일에 제11회 부천국제판타스틱영화제를 통해 한정 상영되었다.

## 줄거리
태평양 전쟁 종결로부터 10년 후, 일본은 패전의 슬픔을 딛고 힘차게 부흥의 몸짓을 계속하고 있었다. 그리고 수도 도쿄에서는 소년탐정 가네다 쇼타로(金田正太郎)와 철인 28호가 힘을 합쳐 수많은 사건을 해결해 나가고 있었다.
그러던 어느 날, 불발탄을 노리는 괴로봇과 철인이 격렬한 쟁탈전을 벌이던 중에, 정체 모를 청년이 나타나 쇼타로한테서 조종기를 빼앗아 들고 철인을 훌륭하게 조종하여 괴로봇을 격퇴한다. 그 청년이야말로 패전 이후 계속 행방불명 상태였던 쇼타로의 의형, 쇼타로(ショウタロウ)였다. 도쿄의 어둠을 배경으로 철인을 둘러싼 두 형제의 슬픈 운명의 수레바퀴가 돌아가기 시작한다.

## 스탭
- 원작: 요코야마 미쓰테루
- 기획: 오쓰키 도시미치, 마키 타로
- 감독·각본·스토리보드: 이마가와 야스히로
- 캐릭터 디자인: 나카무라 다카시, 이시카와 신고
- 작화감독: 이시카와 신고, 사쿠라이 구니히코
- 미술감독: 마쓰모토 히로키
- 음악: 이후쿠베 아키라
- 음향감독: 혼다 야스노리
- 애니메이션 제작: 파룸 스튜디오
- 제작: GENCO, 갠지스
- 프로듀스: 킹레코드
- 배급: 미디어 수츠

## 음악

### 주제가
여는 곡 “進め正太郎 스스메 쇼타로[*]” (나아가라 쇼타로)
작사 - 이토 아키라 / 작곡 - 고시베 노부요시 / 편곡 - 센쥬 아키라 / 노래 - 롯폰기 남성합창단
닫는 곡 “鉄人28号 테츠진 니쥬하치고우[*]” (철인 28호)
작사·작곡 - 미키 도리로 / 편곡 - 센쥬 아키라 / 노래 - 롯폰기 남성합창단

### 삽입곡
“お富さん 오토미상[*]” (오토미 씨)
노래 - 가스가 하치로
- 무라사메 형제가 쇼타로와 만나 술자리를 벌이는 장면에서 따라부르는 노래. 1950년대의 인기 가요로, 킹레코드에서 발매된 OST에는 보너스 트랙으로 수록되어 있다.

## 성우진
- 가네다 쇼타로: 구마이 모토코
- 쇼타로: 아와노 후미히로
- 시키시마 박사: 우시야마 시게루
- 오쓰카 서장: 이나바 미노루
- 다카미자와: 이시즈카 리에
- 무라사메 겐지: 미키모토 유지
- 무라사메 류사쿠: 와카모토 노리오
- 빅 파이어: 나카무라 다다시
- 클로로포름: 니시무라 토모미치
- 베라네드: 우쓰미 겐지
- 가야노 쓰키코: 스즈키 히로코
- 야마기시 변호사: 무기히토
- 데라지마 형사: 나카기 류지
- 세키 형사: 세키 토모카즈
- 관방장관: 이시모리 닷코
- 비서: 스즈키 가쓰미
- 내레이션: 야지마 마사아키

## 참고 문헌
- 《철인 28호 백주의 잔월 공식철저해석서》, Soft Garage, 2007년.
- 《철인 28호 백주의 잔월 완전철저공략본》, 킹레코드, 2008년. - DVD 초회생산분 한정 특전. 영화 시나리오 수록.
- 《오토나 아니메》 Vol.3, 요센샤, 2007년, 50~53쪽.
- 《요코야마 미쓰테루 프리미엄 매거진 Vol.08 ‘철인 28호’》, 고단샤, 2009년, 18쪽.